# Истанбулспор
„Истанбулспор“ (на турски: İstanbulspor Anonim Şirketi (Истанбуспор Аноним Ширкетъ) е футболен клуб от град Истанбул, Турция. Участва в Суперлига Турция.
Основан е през 1926 година. Домакинските си мачове играе на стадион „Неджми Кадъоглу“ с капацитет 4 491 зрители. Шампион на Турция през 1932 година..

## Предишни имена
| Години      | Име                                        |
| ----------- | ------------------------------------------ |
| 1926 – 1930 | „Константинопел СК“ Konstantinopel SK      |
| 1930 –      | „Инстанбулспор Кюлюбю“ İstanbulspor Külübü |

## Успехи
Национални
- Супелига:
  -  Шампион (1): 1931/32
- Купа на Турция:
  - 1/2 финалист (2): 1964/65, 2003/04
- Първа лига: (2 ниво)
  -  Победител (1): 1967/68
- Втора лига: (3 ниво)
  -  Победител (2): 1991/92, 2016/17
- Трета лига: 4 (ниво)
  -  Победител (1): 2014/15

Регионални
- Истанбулска футболна лига:
  -  Победител (1): 1931/32
- Истанбулска футболна купа:
  -  Носител (1):  1931/32
- Истанбулска футболна лига 2:
  -  Победител (1): 1926/27

Други
- Купа Спор тото:
  -  Носител (1): 1970/71
- Купа ТСЯД:
  -  Носител (2): 1996, 2000

Международни
- Купа Интертото:
  - 1/2 финалист (1): 1997

## Български футболисти
- Несим Нешадов: 1992/99 - (197 мача - 5 гола)
- Здравко Здравков: 1997/99 - (47 мача - 0 гола), 2000/02 - (68 мача - 0 гола), 2003 - (18 мача - 0 гола),
- Ивайло Петков: 1998/2003 - (160 мача - 7 гола)
- Александър Александров – Кривия: 2003/05 - (79 мача - 19 гола)